# خورخي روبيو
خورخي روبيو (بالإسبانية: Jorge Rubio)‏ هو لاعب كرة قاعدة مكسيكي، ولد في 23 أبريل 1945 في مكسيكالي في المكسيك.

## وصلات خارجية
- خورخي روبيو على موقع دوري كرة القاعدة الرئيسي (الإنجليزية)
- خورخي روبيو على موقعبيزبول رفرنس.كوم (الدوري الرئيسي) (الإنجليزية)
- خورخي روبيو على موقعبيزبول رفرنس.كوم (الدوري الثانوي) (الإنجليزية)